# Danuta Plewnia
Danuta Plewnia (ur. 30 maja 1984) – polska lekkoatletka specjalizująca się w rzucie oszczepem.

## Kariera
W 2010 roku zdobyła srebrny medal mistrzostw Polski seniorów – sukces ten powtórzyła rok później. W ciągu swojej kariery stawała na podium mistrzostw kraju w kategorii juniorów i młodzieżowców oraz była medalistką akademickich mistrzostw Polski.
Rekord życiowy: 53,34 (3 października 2010, Opole).